# Glossaire de l'escrime
Note. Cliquez sur le lien correspondant pour transférer rapidement le mot : nom commun, adjectif, verbe ou autre.
Depuis l’activation de la fonction Special:Import, il est vivement recommandé  de contacter un administrateur du Wiktionnaire pour procéder à l’importation de la page ainsi que de tout l’historique vers ce dernier.
Le glossaire de l'escrime couvre la terminologie d'usage dans le monde de l'escrime. Ce sont les termes utilisés lors des compétitions internationales car l'escrime est l'un des très rares sports où le français est la langue officielle.
- Haut – A
- B
- C
- D
- E
- F
- G
- H
- I
- J
- K
- L
- M
- N
- O
- P
- Q
- R
- S
- T
- U
- V
- W
- X
- Y
- Z

## A
- Adversaire : Escrimeur en situation d'assaut
- Analyse : Démarche intellectuelle qui consiste à décomposer oralement la phrase d'armes pour déterminer lequel des deux tireurs est touché.
- Appel : Faire un appel. Frapper le sol avec le pied pour appuyer une feinte ou créer un trouble dans l'esprit de l'adversaire.
- Arrêt : Action contre-offensive exécutée en réponse à une action offensive adverse.
- Assaut : Opposition entre deux combattants.
- Assesseur : Assistant du président du Jury. Il détermine la matérialité et la validité de la touche aux armes non électriques. Au fleuret électrique, il surveille l'utilisation de la main non armée ou du masque; à l'épée, il contrôle les touches au sol (il est aussi appelé juge de terre).
- Attaque : Action offensive initiale exécutée en allongeant le bras la pointe menaçant la surface valable et portée avec un mouvement progressif tel la fente, la marche et fente ou la flêche. Elle peut être simple ou composée, avec ou sans action sur le fer adverse.
- Attaques simultanées : Attaques exécutées en même temps par les deux adversaires.
- Avancées : toute partie située en avant du tronc (main, avant-bras, jambe).

## B
- Balestra : Conjonction d’un bond en avant et d’une fente.
- Banderole : Action offensive portée sur la partie haute opposée au bras armé (au sabre).
- Battement : Action de frapper sur la lame de l’adversaire.
- Bond : saut vers l’avant (bond avant) ou vers l’arrière (bond arrière) se terminant par l’arrivée simultanée des deux pieds au sol.
- Bouton : Extrémité de la lame.
- Bras armé : Bras porteur de l’arme

## C
- Carton jaune : Avertissement.
- Carton noir : Exclusion d'un joueur.
- Carton rouge : Touche de pénalité. L'escrimeur qui ne reçoit pas le carton voit son score augmenté d'une touche.
- Cible : Désigne une zone valable.
- Combat rapproché : Situation d'assaut dans laquelle les deux tireurs sont placés à très courtes distances l'un de l'autre sans contact corporel.
- Contre-attaque : Voir "Arrêt"
- Convention : Ensemble des règles régissant l'assaut.
- Coquille : Élément concave de l'arme séparant la lame du manche, et protégeant la main
- Corps à corps : Situation dans laquelle se trouvent deux tireurs lorsque leurs corps sont en contact ou lorsque les coquilles entrent en contact.
- Coup Double : Actions des deux adversaires qui se touchent simultanément mais dont l'une est fautive. Au fleuret et au sabre l'arbitre accordera un point à celui dont l'action est prioritaire. À l'épée, l'arbitre accordera le point aux deux adversaires.
- Cuirasse électrique : Au fleuret et au sabre, pièce de la tenue située au-dessus de la veste qui matérialise la zone valable.

## D
- Dérobement : Action qui consiste à éviter la recherche de fer adverse (éviter le batez dans l'action « Batez-Tirez »).
- Dégagement : Action qui consiste à changer de ligne en passant la pointe autour de la garde de l'adversaire.
- Développement : Extension du bras armé coordonnée avec la fente.
- Distance : Intervalle qui sépare les deux tireurs.

## E
- Épée : L'une des trois armes de l'escrime. C'est une arme d'estoc. C'est l'arme la plus pratiquée dans le monde.
- Élimination directe : Formule de compétition où les tireurs sont éliminés après une défaite.
- Enveloppement : Action qui consiste à s'emparer de la lame de l'adversaire par un mouvement enveloppant de la lame
- Esquive : Manière d'éviter un coup par un déplacement du corps.
- Estoc : Ancien terme désignant un coup porté par la pointe de la lame.

## F
- Fente : Partie du développement consistant en une détente de la jambe arrière combinée avec une projection de la jambe avant.
- Feinte : Simulation d'une action destinée à tirer parti d'une réaction ou d'une absence de réaction adverse.
- Fer : La lame de l'arme blanche, de son talon (au-dessus de la poignée) jusqu'à sa pointe.
- Figure : Cible située de chaque côté du masque.
- Fil de corps : Fil électrique glissé à l'intérieur de la veste, le long du bras armé et du flanc, permettant de transmettre le contact du bouton à l'appareil au bord de la piste.
- Flanc : Cible située sous le bras armé du tireur.
- Flèche : Extension du bras armé coordonné avec une poussée de la jambe avant entraînant le croisement de la jambe arrière sur la jambe avant. La flèche désigne également la courbure de la lame.
- Fleuret : L'une des trois armes d'escrime. C'est une arme d'estoc de convention.
- Fouetté : Coup appuyé d'un mouvement sec du poignet, visant à imprimer un mouvement d'ondulation à la lame dans le but d'atteindre l'adversaire.

## G
- Garde : position la plus favorable que prend le tireur afin d'être prêt à la défensive, à l'offensive ou à la contre-offensive.

## I
- Invité : geste qui consiste à se découvrir volontairement pour faire avancer

## L
- Lame : Partie essentielle de l'arme faite en acier.
- Lignes : Les lignes sont distinguées par rapport à la lame (lignes du dessus et du dessous, de l'intérieur et de l'extérieur).

## M
- Maître d'armes : Personne qui enseigne l'escrime.
- Marche : Pose alternative des appuis vers l'avant sans qu'ils se croisent.
- Masque : Pièce de la tenue protégeant la tête. Le terme de casque est parfois utilisé, à tort, pour le désigner.
- Match : Face à face entre deux escrimeurs cherchant à se toucher pour marquer des points.
- Mesure : Distance la plus grande à laquelle un tireur peut atteindre son adversaire en effectuant un développement.
- Mort subite : Une minute de temps additionnel s'il y a égalité entre les deux tireurs à la fin du match. Le premier tireur qui met une touche remporte le match.

## O
- Octave : Position de l'arme en supination, c'est une position de garde permettant de protéger et d'attaquer les parties basses du corps.
- Offensive : Ensemble d'actions destinées à toucher l'adversaire.

## P
- Parade : Action de détourner un coup de pointe ou de bloquer un coup de tranchant de l'adversaire avec son arme.
- Passe avant : Déplacement vers l'avant en passant le pied arrière devant le pied avant pour ensuite revenir en position de garde.
- Passe arrière : Déplacement vers l'arrière en passant le pied avant derrière le pied arrière pour ensuite revenir en position de garde.
- Phrase d'arme : Désigne l'enchaînement des actions offensives, défensives et contre-offensives réalisées lors d'un assaut. Énoncer la phrase d'armes revient à décrire ce qu'il s'est produit lors de l'assaut et permet à l'arbitre de définir la priorité à l'un des deux tireurs et ainsi d'attribuer le point de la touche.
- Piste : Partie délimitée du terrain sur laquelle se déroule le combat.
- Plastron : Pièce de cuir rembourrée et matelassée, dont le maître d'armes se couvre la poitrine pour donner la leçon, afin d’amortir les coups.
- Poule : Groupe de huit tireurs maximum qui tirent les uns contre les autres. C'est en général la première partie d'une compétition.
- Préparation : Action précédent immédiatement une action offensive.
- Prime : Position de garde utilisée pour des parades basses au sabre et en corps à corps à l'épée.
- Priorité : Règles qui détermine, au fleuret et au sabre, lequel des deux tireurs aura le point lors d'une touche simultanée.
- Pronation : Position de l'avant-bras tourné de telle manière que la paume de la main sois tournée vers le bas.

## Q
- Quarte : Position de l'arme en supination protégeant le côté non armé sur la partie haute du corps.
- Quinte : Position de l'arme dont deux variantes existent, l'une permettant de protéger la tête au sabre, l'autre étant équivalent à la quarte mais en pronation.

## R
- Redoublement : Suite d'une attaque en fente qui n'a pas touché. Le tireur effectue un retour en garde en avant pour lancer une nouvelle action offensive en fente ou en flèche.
- Relais à l'italienne : Formule de relais utilisée pour les rencontres par équipes.
- Remise : Seconde action offensive immédiate, qui consiste à replacer sa pointe dans la même ligne, sans action sur le fer adverse.
- Rencontre : Terme utilisé pour désigner les matches par équipes.
- Retour en garde : Action de revenir en garde après une fente, vers l'avant ou vers l'arrière.
- Retraite : Pose alternative des appuis vers l'arrière sans que les pieds se croisent. L'usage est d'utiliser le verbe rompre pour commander la retraite.
- Riposte : Action offensive portée après la parade.

## S
- Sabre : L'une des armes de l'escrime, c'est une arme de taille de contre-taille et d'estoc. Malgré son aspect massif, c'est avec le fleuret l'arme la plus légère 500 grammes au moins.
- Salut : Geste de civilité, marque de courtoisie que l'on doit faire au début et à la fin d'un combat (à l'adversaire, à l'arbitre et au public).
- Seconde : Position de l'arme en pronation avec la pointe de l'arme plus basse que la main du côté du bras armé et qui protège les lignes du dessus et dehors.
- Septime : Position de l'arme en supination avec la pointe de l'arme légèrement plus basse que la main et qui protège la ligne du dessous.
- Sixte : Position de l'arme en supination avec la pointe de l'arme légèrement plus haute que la main. C'est la position de garde traditionnelle au fleuret et à l'épée et qui protège la ligne du dessus.
- Soie : Extrémité de la lame à l'opposé de la pointe.
- Sous-cuirasse : Pièce de la tenue de l'escrimeur, aussi appelée simplement cuirasse, elle s'enfile en dessous de la veste et protège le devant du côté du bras armé . Sa présence fait l'objet d'une vérification avant l'assaut.

## T
- Taille : Se dit d'une arme avec laquelle il est possible de toucher en utilisant le tranchant. Le sabre est la seule arme de taille.
- Temps d'escrime : Durée d'une action simple.
- Tête de pointe : Au fleuret et à l'épée, petite pièce située au bout de la lame. Si une pression suffisante est exercée sur la tête de pointe, une touche est portée.
- Tierce : Position de garde traditionnelle au sabre.
- Tireur : Escrimeur qui dispute un assaut ou un match.
- Touche : Coup porté sur l'adversaire avec la pointe ou le tranchant de son arme. Au cours d'un match, la touche validée par l'arbitre est comptée comme point.
- Tranchant : Partie de la lame opposée au dos (parfois appelée taille).
- Tromper : Action de soustraire sa lame à la parade adverse.

## U
- Une-Deux : Action de menacer et de dérober successivement l'adversaire afin de toucher.